# Bulbophyllum chrysoglossum
Bulbophyllum chrysoglossum é uma espécie de orquídea (família Orchidaceae) pertencente ao gênero Bulbophyllum. Foi descrita por Rudolf Schlechter em 1905.